# Folacin
Folacin er en samlebetegnelse for folsyre og beslægtede stoffer med samme biologiske virkning som folsyre. Folacin er et nødvendigt vandopløseligt vitamin for dannelsen af hvide og røde blodlegemer og er ligeledes en vækstfaktor.